# NK Bobota Agrar
NK Borac Agrar Bobota je nogometni klub iz Bobote.

## Povijest
Nogometni klub Vupik osnovan je 1963. godine kao radnički klub u kojem su igrali radnici vukovarskog poljoprivredno-industrijskog kombinata. Prvobitno ime kluba je bilo PIK Vukovar, a do 1991. godine igrao je na terenu u vukovarskom naselju Jakobovac. U periodu od 1991. do 2001. klub nije djelovao. Do 2012. godine i preseljenja kluba u Bobotu, klub je igrao na nekoliko stadiona u Vukovaru. Danas klub svoje utakmice igra na stadionu u Boboti.
U sezoni 1980./81. PIK Vukovar osvaja prvenstvo nogometnog saveza općine Vukovar.
U sezoni 2012./13. Bobota Agrar osvaja prvo mjesto u Međužupanijskoj ligi Osijek – Vinkovci, ali odlukom uprave kluba, nije se išlo u viši rang natjecanja.
Od sezone 2012./13. klub nosi novo ime - NK Bobota Agrar.
Pred početak sezone 2017./18. spaja se s drugim klubom iz Bobote stvarajući tako jedan klub NK "Borac Agrar" Bobota. Trenutačno se natječe se u Međužupanijskoj nogometnoj ligi Slavonije i Baranje.
Od 2012. godine u sklopu kluba djeluje i škola nogometa

### Plasmani kluba kroz povijest
| Sezona                           | Liga                                              | Plasman    |
| -------------------------------- | ------------------------------------------------- | ---------- |
| 1980./81.                        | 1. općinska nogometna liga Vukovar                | 1. mjesto  |
| 1984./85.                        | 1. općinska nogometna liga Vukovar                | 13. mjesto |
| 1991. – 2001. klub nije djelovao |                                                   |            |
| 2001./02.                        | 2. ŽNL Vukovarsko-srijemska Grupa A               | 13. mjesto |
| 2002./03.                        | 2. ŽNL Vukovarsko-srijemska Grupa A               | 9. mjesto  |
| 2003./04.                        | 2. ŽNL Vukovarsko-srijemska Grupa A               | 11. mjesto |
| 2004./05.                        | 2. ŽNL Vukovarsko-srijemska Grupa A               | 8. mjesto  |
| 2005./06.                        | 2. ŽNL Vukovarsko-srijemska Grupa A               | 13. mjesto |
| 2006./07.                        | 2. ŽNL Vukovarsko-srijemska NS Vukovar            | 6. mjesto  |
| 2007./08.                        | 2. ŽNL Vukovarsko-srijemska NS Vukovar            | 2. mjesto  |
| 2008./09.                        | 2. ŽNL Vukovarsko-srijemska NS Vukovar            | 1. mjesto  |
| 2009./10.                        | 1. ŽNL Vukovarsko-srijemska                       | 5. mjesto  |
| 2010./11.                        | 1. ŽNL Vukovarsko-srijemska                       | 5. mjesto  |
| 2011./12.                        | Međužupanijska nogometna liga Osijek – Vinkovci   | 3. mjesto  |
| 2012./13.                        | Međužupanijska nogometna liga Osijek – Vinkovci   | 1. mjesto  |
| 2013./14.                        | Međužupanijska nogometna liga Osijek – Vinkovci   | 4. mjesto  |
| 2014./15.                        | Međužupanijska nogometna liga Slavonije i Baranje | 4. mjesto  |
| 2015./16.                        | Međužupanijska nogometna liga Slavonije i Baranje | 6. mjesto  |
| 2016./17.                        | Međužupanijska nogometna liga Slavonije i Baranje | 7. mjesto  |